# Józef Cyrankiewicz
Józef Adam Zygmunt Cyrankiewicz (Tarnów, 23 april 1911 - Warschau, 20 januari 1989), was van 1970 tot 1972 Voorzitter van de Poolse Staatsraad (de facto staatshoofd).
Józef Cyrankiewicz werd in 1911 in Tarnów geboren. Tarnów maakte toen deel uit van Oostenrijk-Hongarije (Galicië). In 1918 werd het onderdeel van de Republiek Polen.
Cyrankiewicz studeerde aan de Jagiellonische Universiteit in Krakau. In 1935 werd hij secretaris van de Poolse Socialistische Partij (PPS) in Krakau. In 1939, tijdens het begin van de Tweede Wereldoorlog, werd hij door de Duitsers krijgsgevangengenomen maar hij wist te ontkomen.

## Verzetsman en gevangenschap
Na zijn ontsnapping sloot Cyrankiewicz zich aan bij het Thuisleger (Armia Krajowa), de belangrijkste Poolse verzetsbeweging. In 1941 werd hij door de Wehrmacht gearresteerd en naar het concentratiekamp Auschwitz gestuurd. Hier arriveerde hij in de lente van 1942. Hij ontving het registratienummer 62,993.
In het concentratiekamp werkte hij aanvankelijk samen met Witold Pilecki. Er werd een geheime verzetsgroep gevormd onder leiding van Pilecki, waarin socialisten en nationalisten waren verenigd. Aan het einde van 1942 telde de groep 500 gevangenen. De bedoeling was om een massale opstand te organiseren en de kampbewaarders te arresteren om vervolgens uit het kamp te ontkomen. Toen een aantal leden van de groep op 29 december 1942 op eigen houtje ontsnapten, werd een van hen, een tandarts, door de Gestapo opgepakt, waarna de Duitsers op de hoogte werden gesteld van de plannen. Cyrankiewicz, die veinsde dat hij aan tyfus leed, werd overgebracht naar een ziekenbarak. Van daaruit ontsnapte hij, maar werd hij al gauw weer opgepakt. Cyrankiewicz werd overgeplaatst naar concentratiekamp Mauthausen, waar hij in 1945 door de Amerikanen werd bevrijd.
Na de oorlog werd jarenlang aan Cyrankiewicz toegeschreven dat hij het verzet in Auschwitz had georganiseerd, terwijl over Pilecki niets bekend was. Na de oorlog, in 1947, werd Pilecki veroordeeld in een showproces opgezet door de communisten mede door een getuigenis van Cyrankiewicz en andere Poolse verzetsleiders die gevangen waren genomen. Hij werd ter dood veroordeeld en geëxecuteerd.

## Na de oorlog
Na de Tweede Wereldoorlog wist Cyrankiewicz zijn macht binnen de Poolse Socialistische Partij (PPS) te versterken. In 1946 werd hij secretaris-generaal van het Centraal Uitvoerend Comité van de PPS. Binnen de PPS ontstonden er twee vleugels: een anticommunistische onder ex-premier Edward Osóbka-Morawski en een ander onder Cyrankiewicz die procommunistisch was. De vleugel onder Osóbka-Morawski werd onder druk van de communistische partij buitenspel gezet.
In februari 1947 werd Cyrankiewicz premier van een door de communistische Poolse Arbeiderspartij gedomineerde regering. Gedurende het premierschap van Cyrankiewicz werd er een begin gemaakt aan het socialistisch beleid om Polen om te vormen tot een volksdemocratische en socialistische staat.
In 1948 fuseerde de PPS met de Poolse Arbeiderspartij en werd Cyrankiewicz lid van het Politbureau van de nieuwe Poolse Verenigde Arbeiderspartij. Hij werd tevens secretaris van het Centraal Comité. In juli 1954 moest hij als premier aftreden en werd hij vicepremier onder Bolesław Bierut. Na de val van Bierut in 1954, werd Cyrankiewicz opnieuw minister-president, een post die hij ononderbroken tot december 1970 vervulde.
Op 7 december 1970 sloot Cyrankiewicz samen met de Duitse bondskanselier Willy Brandt het Verdrag van Warschau waarin de Pools-Duitse grens werd erkend.

## Aftreden
Op 9 december 1970 kondigde de regering-Cyrankiewicz een prijsverhoging van 10 tot 25% voor levensmiddelen af door de slechte economische situatie. Dit leidde tot grootscheeps arbeidersprotest, eerst op de scheepswerven van Gdansk en al snel ook in Gdynia, Slupsk, Sopot en Szczecin. Het kwam tot hevige botsingen met politie en leger waarbij 45 doden en 1.165 gewonden vielen. Op 23 december 1970 werden Cyrankiewicz en partijsecretaris Władysław Gomułka door de anti-Gomułkagroep binnen het Centraal Comité van de PZPR onder leiding van Edward Gierek tot aftreden gedwongen. Nog op dezelfde dag werd Cyrankiewicz benoemd tot Voorzitter van de Poolse Staatsraad (staatspresident). Hij bekleedde dit ceremoniële ambt tot 28 maart 1972.
Hij overleed in 1989, voordat hij vervolgd kon worden voor zijn rol bij de terdoodveroordeling van Witold Pilecki.
- Bibliothèque nationale de France: cb11173160s (data)
- Gemeinsame Normdatei: 119518503
- International Standard Name Identifier: 0000 0000 8353 3689
- Library of Congress Control Number: nr91003535
- National Archives and Records Administration: 77450895
- Nationale Bibliotheek van Tsjechië: js2010599756
- Nederlandse Thesaurus van Auteursnamen: 270223606
- Istituto Centrale per il Catalogo Unico: CUBV050417
- Système universitaire de documentation: 199817871
- Virtual International Authority File: 5742950
- WorldCat: E39PBJd3P9mfxvjvC7BwBF4Dv3